# Вяземска фронтова отбранителна операция
Вяземската фронтова отбранителна операция се провежда от съветските войски в района на град Вязма, Русия, през периода 2 октомври – 13 октомври 1941 г. в хода на Московската отбранителна операция. За 11 дни сражения Червената армия губи над 600 хиляди пленени и над 380 хиляди убити и ранени войници, а понесеното поражение е една от най-големите военни катастрофи в руската и световната военна истории.

## Състав на войските
- Западен фронт (генерал-полковник Иван Конев)
- Резервен фронт (маршал Семьон Будьони)

## Цел
Целта е да не се допусне пробив на противника (основните сили на група армии „Център“ с главнокомандващ фелдмаршал Фьодор фон Бок) на московското направление и да се спечели време за съсредоточаване на резервите.
Група армии „Център“ има голямо превъзходство в жива сила и техника, особено на основното направление. Съветската армия изпитва недостиг от бойна техника, най-вече зенитна и противотанкова артилерия. Отбраната на съветските войски е слабоорганизирана в инженерно отношение. В хода на операцията немците успяват да я пробият и да отрежат пътя на отбраняващите се в района на Вязма. При създалата се сложна тактическа обстановка, войските на Западния и Резервния фронтове са обединени в един – Западен фронт под командването на армейски генерал Георгий Жуков.
В началото на битката обкръжените съветски войски сковават 28 дивизии на противника, които не могат да бъдат използвани за развитие на настъплението до средата на октомври. След тази дата съветските войски пробиват обкръжението и се оттеглят на Можайската отбранителна линия. Една малка част от тях остават в тила на немските войски и водят партизанска война. Боят в обкръжение на съветските войски позволява на командването да укрепи Можайската отбранителна линия и да възстанови нарушената фронтова линия като цяло. Тези действия имат важно значение в развитието на отбранителните боеве под Москва.

## Настъпление на немските войски
Замисълът на немското командване е първоначално 9-а армия пробива отбраната на съветските войски и настъпва в направление на Вязма. Във взаимодействие с 4-та армия, нанасяща удар срещу Вязма от югозапад, обкръжава и унищожава противника. 3-та танкова група има за задача да възпрепятства преминаването през р. Днепър на отстъпващите съветски войски и развръщането им за отбрана под Москва. 4-та танкова група нанася удар по Вязма от Спас-Деменска. За нанасяне на главния удар на немските войски е избрано направлението Новоселок – Холм – Вязма.
Пробивът е осъществен на 2 октомври 1941 г. Подразделенията и частите на 56-и танков корпус пробиват съветската отбрана в гористия район на река Вопа, между населените пунктове Новоселки и Холм. На югозапад от Холм се водят упорити боеве с прехвърлена от юг е съветска танкова бригада. На 4 октомври 6-а и 7-а танкови дивизии достигат пътя Ярцево – Вязма, излизат в тил на съветските войски, отстъпващи от източния бряг на р. Днепър. На 7 октомври 10-а танкова дивизия от състава на 4-та танкова група се среща в района на Вязма с частите на 7-а танкова дивизия. В този момент 56-и танков корпус затваря чувала в района от Вязма до р. Днепър (източно от Холм). Въпреки ожесточените атаки в този участък на фронта немците не постигат развитие на успеха на изток. 41-ви танков корпус се натъква на силна съпротива в района югозападно от Белий. На 4 октомври корпусът се развръща за отбрана с фронт на изток. Задачата по овладяването на Белий е поставена на 6-и армейски корпус. След смяната на 7 октомври, 4-ти тк получава задача да форсира р. Днепър, да се съединява с 56-и тк и да прикрие тила на частите от вътрешния обръч на обкръжението. На 7 октомври, съгласно предварителния план, 5-и армейски корпус се придвижва в направление Холм – Вязма и сменя изтощените танкови съединения.
По по-различен сценарий се развиват събитията в полосата за настъпление на 18-и армейски корпус, действащ в района на горното течение на р. Запападна Двина. На 7 октомври съветските войски успяват да се откъснат от противника и да се оттеглят без големи загуби. 23-ти армейски корпус поради гъстите минни полета загубва съприкосновение с противника и съветските войски, почти без загуби, се оттеглят зад р. Волга, северозападно от Ржев.

## Отбрана на съветските войски
На 2 октомври от района на Рославъл и Духовщина в настъпление, срещу войските на Западния и Резервния фронт, преминават основните сили на група армии „Център“ (3-та и 4-та танкови групи, 4-та и 9-а полеви армии). Немското командване съсредоточава усилията си в направление Белий – Сичовак и по шосето Рославъл – Москва. През първия боен ден немските войски успяват да се вклинят в отбраната на противника на дълбочина 15 – 20 км.
В периода 3 – 5 октомври, в полосата на Западния фронт, съветските войски нанасят контраудар със силите на фронтовата оперативна група под командването на генерал В. Болдин. Фронтовата оперативна група е в състав две стрелкови дивизии, две танкови дивизии (101-ва и 107-а тд) и две танкови бригади (126-а и 128-а тбр). Задачата на групата е да нанесе удар по пробилия в стика между 30-а и 19-а армии отбраната противник и във взаимодействие с 30-а армия да възстанови целостта на отбраната по р. Днепър. Задачата не е изпълнена докрай поради недостиг на жива сила и техника, но като цяло осуетява замисъла на немското командване – разширяване на пробива в центъра на отбраната на Западния фронт. В резултат на контраудара от обкръжение се измъкват 107 мотострелкова дивизия, 45-а кавалерийска дивизия и 2-ра Московска опълченска дивизия. Немските войски овладяват Холм и по-късно излизат в района южно от Булишова срещу предния край на отбраната на 32-ра армия (Резервен фронт). Това създава брешове в отбраната по посока Вязма от север. Вторият си удар немските войски нанасят срещу лявото крило на Резервния фронт (43-та армия) на Спас-Деменското направление. Срещу 5 съветски дивизии са развърнати 17 немски, в това число и 4 танкови.
На 4 октомври силите на 4-та тгр, като подавят отбраната на 33-та и 43-та армии, излизат в района Спаск-Деменски-Елня. Пробива в този участък създава изключително трудна обстановка за войските на 24-та и 43 армия от състава на Резервния фронт и за войските на Западния фронт. 16-а, 19-а и 20-а се оказват под заплаха от захват и по двата фланга. Появява се заплаха от излизането от юг (от страната на Резервния фронт) на танкове на противника в тила на Западния фронт в района на Вязма и от север от района на Холм.
На 5 октомври брешът между дясното крило и центъра на Западния фронт, направен от 3-та тгр, се увеличава. Войските на 22-ра и 29-а армии се оттеглят на североизток, а остатъците от 30-а армия на изток. Противника е излязъл на Варшавското шосе и безпрепятствено се придвижва към Юхнов, като около 15:00 ч. го овладява. Малко по-късно овладява важен мост на р. Угра. За ликвидиране на създадения плацдарм съветското командване стоварва десант в района на Юхнов. Десантът се състои от около 400 души, от състава на Западния фронт. Той води боеве до 12 октомври пред Можайската отбранителна линия и след това е изтеглен. Задачата му е да задържи противника до подвеждането на резерва (32-ра, 312-а и 316 стрелкови дивизии).
На 6 октомври в района на Вязма немците обкръжават 16 дивизии от състава на 16-а, 19-а и 20-а армии (Западен фронт) и голяма част от войските на 24-та и 32-ра армии (Резервен фронт). 22-ра, 29-а и 31-ва армии са отхвърлени на рубежа Осташков – Сичевка.
Най-силните удари на немските войски са срещу стика между 30-а и 19-а армии от състава на Западния фронт, където 4 съветски дивизии са атакувани от 12 дивизии на противника (от тях 3 танкови – 415 танка). Започва оттеглянето на съветските войски от заеманите отбранителни позиции.
На 7 октомври 56-и тк се придвижва от Холм в района на Вязма, а 40-и и 46-и тк от Спас-Демянск и по този начин напълно отрязват пътя за отстъпление на голяма част от отбраняващите се. Съединенията на 30-а армия, която е понесла основния удар, се оттеглят на неголеми групи под прикритието на гористата местност на изток.
На 8 октомври до обкръжените армии е изпратена заповед да си пробиват път на изток извън обкръжението. На 19-а и 32-ра армии се указани две посоки за пробив – към Сичевка или към Гжатск, а на 20-а армия – на югозапад. Задачата на 20-а армия е да излезе в тил на придвижващата се с бърз темп към Вязма немска групировка.
На 9 октомври немските войски овладяват Гжатск, а в следващите дни се води разпокъсана отбрана на различни рубежи.
На 12 октомври съветското командване провежда локални контраатаки в района на пробива със силите на 2-ра опълченска дивизия и 91 стрелкова дивизия (19 армия).
На 13 октомври немските войски овладяват Калуга и се придвижват към Таруса, като създават заплаха за Серпухов. На практика войските в обкръжение прекратяват организираната съпротива.
На 14 октомври войските от състава на 3 тгр овладяват Калинин и продължават своя ход по Ленинградското шосе от страната на Вишная Волочка. По този начин 3 тгр поставя под заплаха тила на Северозападния фронт, като го откъсва от войските на Западния фронт и създава възможност за обход на Москва от север.
Обкръжените съветски войски оказват яростна съпротива. Обкръжението е в резултат не толкова от превъзходството на немците в жива сила и техника, колкото от грешки при определянето от съветското командване на направлението на главния удар на противника и построяването на отбраната. На Западния и на Резервния фронт не са определени самостоятелни полоси за отбрана. В началото на настъплението на немците 24-та и 43 та армии от състава на Резервния фронт са развърната в първи ешелон на отбраната, между лявофланговата армия на Западния фронт и дяснофланговата на Брянския фронт. Останалите три армии на фронта са построени в една линия (Осташково-Оленино-Елня) на широк участък, непосредствено зад първия ешелон на Западния фронт. Такова оперативно построение в голяма степен затруднява управлението на войските и взаимодействието между фронтовете.
На практика останалите в обкръжение съветски войски се оказват под ударите на основните сили на група армии „Център“ и са унищожени. Основна вина за това носи съветското командване, което не построява адекватно отбраната на фронтовете, а по-късно забавя разрешението за отстъпление на войските от състава на Западния фронт.